# Temporada 1915-1916 del Liceu

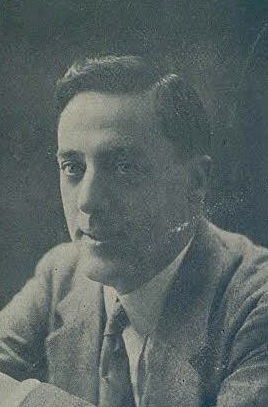
Primera temporada que Joan Mestres va dirigir el Liceu

La Temporada 1915-1916 del Liceu fou la primera regentada des del principi per Joan Mestres i Calvet, empresari que va tenir com a principal objectiu obrir l'activitat del teatre a les avantguardes artístiques de l'època i sortir de la rutina d'un repertori que s'estava quedant obsolet. Així, va fer entrar al repertori les òperes russes, franceses i d'autors catalans, així com l'estrena de les principals òperes de Mozart i d'òperes alemanyes en l'idioma original.
Mestres Calvet inaugurava una etapa sòlida i continuada, que té el rècord de permanència amb 32 anys dirigint el teatre.

## Context
Tot i que ja feia anys que el Teatre Principal no feia realment una gran competència operística al Liceu, un incendi originat al Principal el 3 de novembre de 2015, poc abans de començar una temporada de sarsuela que havia de dirigir el baríton Sagi Barba, el va convertir, després d'una reconstrucció de poc nivell, primer en un teatre de sarsuela i després en un cinema.

## Elenc
L'empresa va anunciar la temporada d'hivern 1915-1916 amb el següent cartell d'artistes: 
- Mestres directors d'orquestra: Alfredo Padovani, Antoni Ribera i Josep Sabater.
- Sopranos lírico-dramàtiques: Alice Baron, Josephina de Mauro, Tina Poli-Randaccio, Elsa Raccanelli, Rosalía Garitano i Vittorina di Vitondo.
- Sopranos lleugeres: Mercedes Farri i Graziella Pareto.
- Mezzosopranos, contralts: Luisa Garibaldi, Elena Lucci i Dolors Frau.
- Tenors: Fulgenci Abella, Joan Nadal, Josep Palet, Joan Raventós, Francesc Viñas i Jaume Illa.
- Altres tenors: Vicenç Gallofré i Cesare Spadoni.
- Barítons: Henri Albers, Ramon Blanchart, Luigi Montesanto, Augusto Ordóñez i Josep Segura Tallien.
- Altres primers barítons. Mario Montebello i Marcel Nelson.
- Baixos: Lluís Muñoz i Luigi Nicoletti Korman.
- Altres baixos: Joan Bosch i Conrad Giralt.
- Baix còmic: Concetto Paterna.
- Altres sopranos: Dolors Balaguer, Enriqueta Casas, Carmen Morelli, Matilde Serrano i Linda Gutti.
- Comprimaris: Maria Oliver, Isabel Simoni, Antonio Amengual, Ramon Balaller, Josep Fernández, Antoni Oliver, Antoni Ors, Antoni Pomer i Josep Ricart.[4]

## Arribada de Mestres Calvet
L'arribada de Mestres Calvet va suposar efectes molt beneficiosos per la vida del Liceu, era jove i amb energia, i duia al cap una renovació del repertori. Un dels seus propòsits era donar entrada a un compositor que venerava: Mozart. Per altra banda, també coneixia l'èxit dels artistes russos a París poc abans de la guerra europea i tenia la intenció d'introduir al Liceu les seves obres, totalment inèdites a Barcelona.
En les seves memòries, l'empresari va fer aquest resum del fets més importants de la temporada: «Entre els projectes que estava impacient per realitzar, dos els anava a posar en marxa en el curs de la temporada d'hivern 1915-1916: introduir al Liceu l'art rus i les obres de Mozart. Dos plans destinats a sorts molt diferents, ja que mentre l'art rus havia d'arribar a ser un dels més sòlids puntals de moltes temporades, les obres de Mozart, en canvi, estaven condemnades a passar pel nostre escenari com meteòrics successos, observats només, en el que valien, per una minoria selecta, la veu i vot dels quals a penes es deixaven sentir a l'unànime clamor de la vox populis lliurats al culte del bel canto o bé del ciclopi art wagnerià.»

## Estrena deBorís Godunov

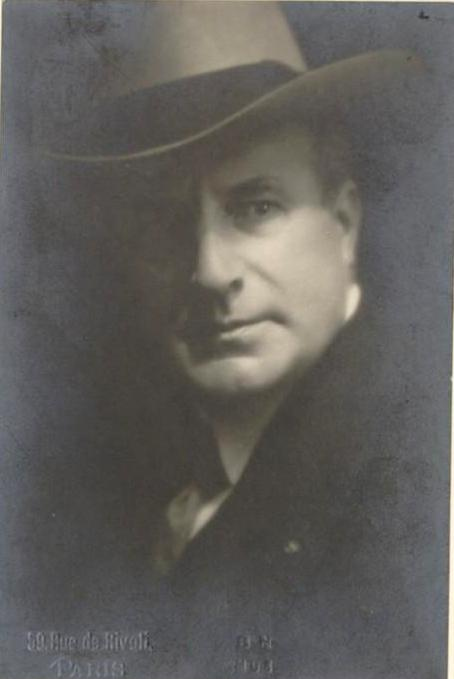
Henri Albers, el primer Borís Godunov del Liceu

Com a primera declaració d'intencions, es va obrir la temporada d'hivern amb l'estrena de Borís Godunov de Modest Mússorgski, l'obra capital del nacionalisme operístic rus. En aquell moment era un pas arriscat, més enllà del prestigi sense discussió de Wagner, l'òpera russa, pel seu exotisme, per la seva inspiració espontània i popular, pel seu realisme, significava una profunda alteració en els hàbits del liceista. S'ha de considerar també la importància que Mússorgski atorgava al poble (cor) i fins a quin punt descuidava la participació femenina. Perquè no fos tant trencador, però, es tractava d'una versió en italià. Amb Borís Godunov es va plantar la llavor que donaria tants de fruits i que convertirien el Liceu en una llar predilecte de l'òpera russa. Va ser ben rebuda pel públic malgrat que es tracta d'una partitura que només podia triomfar amb la seva genuïna fisonomia interpretada per artistes russos i en la seva llengua.
La crítica va felicitar al nou empresari per haver inclòs per fi aquesta òpera que feia tants anys que triomfava sobretot a Rússia però també a tot Europa, encara que fos muntant-la amb un decorat simple que no responia ni a la importància del Liceu ni a la solemnitat de l'estrena de tan solemne òpera. Però el públic no va quedar tant entusiasmat amb la nova òpera i es mostrà reticent a acceptar l'impressionisme del compositor rus. Alguns van considerar que arribava tard en considerar que les obres de Wagner ja l'havien superat, musicalment i dramàtica. No va ajudar l'execució molt deficient de l'obra.
L'obra va pecar d'una improvisació que va afectar decisivament en el resultat final. Per una part, no es va contractar cap dels artistes russos que havien quedat atrapats per la guerra a París i es va contractar cantants europeus més o menys adaptats a l'òpera de Mússorgski. La crítica així ho va percebre i es va queixar que s'hagués muntat l'obra massa de pressa, amb pocs assajos, amb manca de moviment i manca de vida en la interpretació. El director Antoni Ribera va portar l'orquestra lànguidament i els coristes, poc preparats, no sabien què fer a l'escena i estaven massa pendents del director. Del desastre només es va salvar el baríton d'origen holandès Henri Albers, molt aplaudit tot i que les seves facultats vocals ja no tenien la brillantor de la seva joventut, i que va cantar el seu paper en l'idioma francès. En les grans escenes del final del segon acte i de la mort va impressionar al públic. La resta de cantants, inclosa Elsa Raccanelli, van fer una discreta tasca i van denotar que només s'havien fet tres assajos. Malgrat tot, el dia de l'estrena de la temporada el teatre estava ple com feia temps que no es veia.
La revista Renaixement finalitzava la crítica de l'estrena dient: «hem sentit a dir que l'empresa del Liceu té tan bones intencions i que vol fer-ho molt bé. Ens sentim disposats a perdonar-li la malifeta del Boris Godunoff si d'aquí endavant es compleixen les profecies, però cal esmenar-se i pensar que sense assaigs i sense artistes no es pot fer res. Posar una obra amb un sol artista no pot ésser i a més això fa tournée provinciana, no fa Liceu de Barcelona.»
Després es va presentar La Gioconda de Ponchielli, amb el tenor català Joan Nadal i per al lluïment de les tiples dramàtiques Rakowska Serafin i Garibaldi, la primera amb una veu de soprano brillant en les notes altes, encara que difícil de dominar, i la segona com a contralt de notable força dramàtica tot dirigits pel mestre Alfredo Padovani, que circularia molts anys pel Liceu.
La següent òpera va ser Tristan und Isolde, encara anunciada i cantada en italià com a Tristano e Isotta, i que sí va tenir un èxit complet. A Barcelona hi havia fervents partidàries de l'estètica de Wagner i totes les obres d'aquest compositor eren sempre ben rebudes al Liceu, i entre totes elles Tristan und Isolde ocupava el primer lloc. A aquesta impressió forta de l'obra wagneriana per si mateixa se li va unir la labor dels seus intèrprets per explicar el succés que obtingué. La parella protagonista va deixar un grat record. Alice Baron, una soprano francesa amb un timbre agradable, va ser elogiada i va unir el seu triomf al del gran tenor wagnerià Francesc Viñas, amb una autoritat en les obres de Wagner indiscutible. Luisa Garibaldi i Josep Segura-Tallien també van ser mereixedors de grans aplaudiments. El mestre Ribera va conduir l'orquestra amb seguretat i valentia.
Una nova òpera italiana, La favorita, va passar sense pena ni glòria. El crític de La Vanguardia Fausto, pseudònim de Josep Escofet, demanava així la renovació del repertori: «La insistència avorreix tant al lector com al mateix cronista, tractant-se d'aquestes òperes que tots sabem de memòria... els cantants van exercir airosament els seus papers, fent-se aplaudir amb tot el calor que poden conservar els liceistes després d'haver escoltat algunes dotzenes de Favoritas.»
Seguint amb el desig de donar més varietat al repertori en la seva primera temporada, Mestres Calvet va ressuscitar la darrera òpera de Verdi, Falstaff. Artísticament i amb una força emotiva incomparable amb les Tosques, Favoritas i Rigolettos que no deixaven de sonar al Liceu, fruit de la conversió de Verdi després de passar la tempesta wagneriana. La conseqüència fou que va acudir un públic molt nombrós, però no va arribar a omplir el teatre. Falstaff, amb l'excel·lent decorat que es va pintar feia dinou anys i amb les interpretacions d'artistes molt estimables, no va constituir l'èxit que podia esperar-se. Fou el defecte de sempre: manca d'assaigs. Obra dificilíssima pel seu moviment i per les condicions d'actor que requereix dels intèrprets, necessitava ser muntada amb més repòs i estudi. Tots els cantants van estar a l'altura però els més encertats van ser Spadoni i Muñoz en l'exercici de Bardolfo i Pistola.
Gli Ugonotti de Meyerbeer va comptar un any més amb el tenor infal·lible Josep Palet i, tot i que en aquesta ocasió no va ser el d'altres temporades, va ser el més aplaudit com sempre. No va agradar tant la senyora Rakowska, que havia cantat en els primers teatres d'Europa sempre amb aplaudiment del públic, però que aquí no va estar bé en el paper de Valentina, tot i la bona fe i l'entusiasme que va posar. Una única actuació d'Alice Baron, que havia cantat Isolda, tampoc va millorar el paper. Feia anys que no es cantava al Liceu el cinquè acte d'Ugonotti. L'empresa del teatre va creure que seria una novetat interessant ressuscitar-lo, i aquesta bona intenció va ser aplaudida. Però ara, després de sentir-lo, es va comprendre per què no es cantava: perquè ni té veritable interès musical ni ofereix als artistes ocasió de lluïment. Del cinquè acte només se'n destaca un mediocre tercet i amb quatre l'obra ja resulta molt llarga, però així es va poder comprovar la bona determinació que era suprimir el cinquè.
Van cantar I pescatori di perle de Bizet artistes amb poques pretensions, però molt estimables, com la senyora Farri, el tenor Nadal, el baríton Ordóñez i al baix Giralt, portant l'orquestra un director també modest, el mestre Sabater. Però les pretensions dels artistes no fan els èxits, i el públic i els aplaudiments abundants no va faltar a les representacions de I pescatori. Fausto ho va descriure així a La Vanguardia: Mercedes Farri, la gentil cantatriu, en qui es nota entusiasme sempre creixent, la força de vocació, va obtenir un triomf, la temporada anterior, cantant I pescatori di perle, i ha refrescat ara aquell bon record. Això vol dir que una altra vegada ha triomfat. La seva veu, encara que de poc volum, és molt bonica, se sent amb gust. I la cantatriu té l'art del cant, una bona escola i excel·lent afinació. Així uneix a la bona qualitat de la veu, un talent dramàtic que li reconeixen molts. En els tres actes va ser molt aplaudida, sobretot en l'ària i duo de l'acte central. També va ser aplaudit Nadal, i pel que fa a Ordóñez, ens causà millor impressió que en els Hugonotes; va estar bé de veu i es va moure en l'escena amb més desembaràs i seguretat de si mateix. Giralt ... en aquest punt intermedi i gris on vegeta, aliè als enganyosos dons de la glòria. Ens sembla un filòsof i el mirem sempre amb simpatia.

## Estrena deLa Dolores
L'1 de gener es va estrenar al Liceu amb èxit La Dolores de Bretón. L'empresa del Liceu va rebre el següent telegrama: «Don Juan Mestres. — Barcelona. — Profundamente conmovido por éxito de La Dolores, debido al entusiasmo de empresa y artistas y constante cariño del público barcelonés, envío todas mis sinceras gratitudes.—Tomás Bretón.» Amb motiu de l'èxit que va assolit La Dolores al Gran Teatre, l'èxit més gran fins llavors de la temporada, es va organitzar per a l'11 de gener una representació que incloïa un homenatge a l'il·lustre mestre Bretón, qui, desitjant correspondre a les demostracions de simpatia que li havien fet el públic, i no obstant trobar-se molt delicat de salut, va anar a Barcelona per testimoniar amb la seva presència el seu profund agraïment. Aquest dia, Bretón va dirigir l'escena de la jota, quan el públic va demanar la repetició, i la sardana de Garín.

## Arrasa Battistini
La temporada va continuar amb Maria di Rohan de Donizetti, òpera envellida però que tenia l'al·licient del prestigiós divo Mattia Battistini. Per tant, l'interès del públic no estava posat en l'òpera de Donizetti sinó en el baríton, un dels cantants més eminents que havien desfilat pel Liceu. Durant tota l'òpera es van succeir els aplaudiments en favor seu. Battistini estava a punt de fer seixanta anys, però es valia de molts recursos, la seva veu es mantenia bella i potent i aconseguia encara efectes magnífics. El fiato tanmateix era curt i això l'obligava a fer un petit parèntesi d'alleujament que deslluïen una mica la brillantor de la frase. Igualment, l'agilitat de coll era ara menor, i en general, el gran cantant sentia el pes dels anys i dels llorers. Havia fet una cursa llarguíssima i gloriosa. Això fatiga, els seus moviments eren reticents i lents; en escenes de gran intensitat, com el duo i tercet final, es trobava a faltar l'empenta que en un altre temps van valer a Battistini ovacions delirants. Amb tot, es va aplaudir moltíssim, i el públic va quedar content del seu treball, encara sense necessitat de remoure els records de passades victòries. El que de cap manera va poder agradar al públic va ser l'obra, somnolenta i buida, i molt menys la interpretació que li van donar la resta d'artistes. La senyora Isaia va continuar sense entusiasmar, malgrat els seus lloables esforços per aconseguir-ho. El tenor Quarti, que debutava aquella nit, era un de tants tenors. La senyora Lucci i el baix Giralt van sortir del pas. El mestre Padovani es va adormir a estones; tenia l'atenuant que la partitura de Maria di Rohan té un gran poder hipnòtic.
El públic aficionat al bel canto, que seguia sent la gran majoria, va tenir un motiu per felicitar-se amb una nova producció de La traviata de Verdi. Va ser un succés dels que es comenten i encara es guarden en la memòria sintetitzats en un record amable. No solament hi va haver diva, sinó també divo, i ni una ni l'altre no van defraudar les esperances en ells posades i van saber dignament justificar la seva fama, la seva astral categoria, i els seus admiradors ho van rubricar amb molts aplaudiments. Ella era Graziella Pareto, que feia temps que estava allunyada del Gran Teatre. Al seu costat Battistini, el baríton admirable i eternament jove, va sortir a refrescar els llorers conquistats a Maria di Rohan. I després Nadal, tenor modest, però molt segur i acceptat sempre amb simpatia, completava el tercet, esforçant-se per no quedar apagat per la brillantor de les dues estrelles. Graziella Pareto va triomfar des del primer moment. Era una cantatriu d'afinació impecable. Al timbre de la seva veu, que afalaga com un amanyac, i a la perfecció de la seva escola, unia l'agilitat necessària d'una soprano lleugera, i tot es completava amb la gràcia de la seva figura esvelta i elegant i el donaire i la propietat amb la què vestia. Els aplaudiments a Graziella Pareto van ser tants, que només Battistini podia provocar-los iguals. Podia fer-ho i ho va fer. En el segon acte la victòria va ser seva, i en el duo amb Violeta, el mateix que en la romança Di Provenza, il mare e il sol..., mostrà la seva veu amb tals matisos i va posar tal delicadesa en la dicció, que el públic el va aclamar amb una veritable explosió d'entusiasme, i la romança va haver de repetir-la.
L'èxit es va repetir amb un excepcional Rigoletto amb els mateixos protagonistes, Pareto i Battistini, amb l'adició de Josep Palet i Luigi Nicoletti Kormann, un quadre de cantants inminents, el millor de la companyia. Battistini va cantar el Rigoletto com en els seus millors temps. En les escenes intenses del tercer acte, va fer ostentació de les seves grans facultats d'actor i de cantant, i va provocar una tempesta d'ovacions i bravos. De la mateixa manera Graziella Pareto i Palet van entusiasmar al públic fins al punt de fer-los cridar d'emoció. Després del Caro nome, cantat admirablement, la senyora Pareto va ser obsequiada amb grans ramells de flors. Palet, per la seva banda, va haver de repetir quatre vegades la cançó de l'últim acte. També Nicoletti-Kormann va ser molt aplaudit, mostrant l'excel·lent artista que tantes simpaties havia sabut conquistar-se a Barcelona.
Tot seguit es va estrenar una òpera d'Enric Morera, Tassarba. Segons Fausto, «Morera no va fer una música inspirada, sinó un magnífic exercici d'harmonia que no va saber emocionar. Es va aplaudir molt al principi de l'obra i també al final. Morera ha desaprofitat la propicia ocasió, com la que es presentava a Tassarba, per donar-li un nou alè a l'òpera nacional. Una altra vegada serà. La interpretació excel·lent, sobresortint la senyora Raccanelli, que va estar veritablement insuperable. L'empresa ha presentat l'obra amb una esplendidesa digna de tot elogi.» Morera va replicar durament les crítiques rebudes per Fausto al setmanari El Poble Català.
Per culpa d'una malaltia del tenor Joan Raventós, la posada en escena de Siegfried es va retardar fins al dia 22 de gener. El tenor Raventós no es devia haver respost encara de la malaltia que va endarrerir la seva presentació, i va cantar en molt desfavorables condicions la magna empresa d'interpretar Siegfried, amb la seu de vegades defallida; en l'últim acte estava visiblement fatigat, i potser la por per no sentir-se en plena possessió de les seves facultats, el va mantenir durant tota l'obra reservat, fred, una mica vacil·lant. Els altres cantants varen estar tots discrets.
A Il barbiere di Siviglia va triomfar Graziella Pareto i en canvi no va entusiasmar Battistini, del qui s'esperava molt més i el públic va quedar una mica desencantat. Per exemple en la cavatina va esquivar els aguts i en les escenes següents es va mostrar més manyós que fàcil al malbaratament de facultats.
Es va programar una nova òpera per al lluïment de Battistini, Un ballo in maschera, i va tornar a triomfar, ara al costat de Palet. Battistini va ser molt aplaudit i amb entusiasme, com sempre. Palet també va ser el tenor de sempre, segur, brillant en els aguts, i movent-se experimentat per l'escenari. Entre aquestes dues primeres figures, Maria Viscardi, soprano de veu extensa i timbre agradable, no va fer un mal paper.

## Incidències judicials
Després de la segona funció del 27 de gener d'Un ballo in maschera es va haver de suspendre l'activitat del Liceu a causa del plet que havia interposat l'anterior empresari Volpini. Mestres Calvet va donar explicacions en una carta publicada per La Vanguardia: «Des del gener de l'any passat vinc sent empresari del nostre Gran Teatre, en la funció vaig ser confirmat d'una manera formal al març del mateix any, per contracte entre la Junta de propietaris i el que subscriu, fins a finalitzar la temporada de 1917. Quan la temporada tocava a la seva fi i anava a recollir el fruit econòmic dels meus afanys artístics amb la cooperació d'artistes tan eminents com la Pareto, Battistini i Palet, i en el cartell estaven anunciats estrenes tan esperats corn Les Noces de Fígaro i Luisa i com fermall que la tancaré, signat el contracte amb Titta Ruffo, dijous passat em vaig veure desagradablement sorprès per la presència d'una comissió del jutjat que acompanyava el comissari de la fallida del senyor Alfredo Volpini, que sense atendre les meves protestes i a les invocacions que vaig fer contra la qual jutjava un desnonament irregular, es confiscava i tancava les dependències més necessàries del teatre, per al desenvolupament normal de l'empresa.»
L'empresa va publicar el següent anunci: «Se suspenen fins a nou avís les funcions en aquest teatre a conseqüència d'incidències judicials, dimanants de la fallida del Sr. Alfredo Volpini, a la qual és completament aliena l'empresa.» Tres dies va durar l'interregne i l'activitat es va reprendre l'1 de febrer, continuant les funcions sent a càrrec de l'empresa de Joan Mestres. I ho va fer amb la darrera actució de Battistini cantant Un ballo in maschera.

## Estrena deLe nozze di Figaro
L'endemà es va estrenar la segona òpera de Mozart representada al Liceu: Le nozze di Figaro, 130 anys després de l'estrena a Viena. A L'almanac del Diari de Barcelona van destacar la raresa que significava en aquell moment la música del mestre de Salzburg: «va delectar al públic. Alguns dels intèrprets van excel·lir en la interpretació de l'obra, la qual cosa constitueix elogi gran, donades les dificultats que aquesta música, d'estil tan divers a la qual avui domina en les escenes d'òpera, suposa per als artistes.»

## Arriba Titta Ruffo
Després d'una discreta funció de Louise de Charpentier del 9 de febrer, amb Baron i Palet, i per donar un final esplendorós a la temporada, va arribar l'empresa teatral sud-americana que dirigia Luis Ducci, organitzadora d'una Turnée Titta Ruffo que, en combinació amb l'empresa Mestres, va fer un abonament de cinc funcions per a la segona quinzena de febrer. El cèlebre baríton prenia part en tres d'elles. Primer va cantar Hamlet d'Thomas. La sala es va omplir per complet i l'artista va obtenir l'èxit esperat. Ofelia va ser també molt ben interpretada per Pareto. La segona funció del baríton fou el dia 13 amb Cavalleria Rusticana i Pagliacci, Ruffo només va intervenir en l'última.

## Relació d'òperes
| Temporada 1915-1916 del Liceu |                         |                  |                   | |           |                                   |
| Òpera                         | Compositor              | Director musical | Director d'escena | Papers principals | Producció | Dates                             |
| Borís Godunov                 | Modest Mússorgski       | Antoni Ribera    |                   | Henri Albers, Elsa Raccanelli, Josephina de Mauro, Carmen Morelli, Dolors Frau, Fulgenci Abella, Vicenç Gallofré, Josep Fernández, Lluís Muñoz, Conrad Giralt, Bosch, Antoni Oliver, Spadoni, Pous, Córdoba, Batallé, Uyà                                         |           | 20, 21, 25, 27 de novembre        |
| La Gioconda                   | Amilcare Ponchielli     | Alfredo Padovani |                   | Elena Rakowska Serafin, Luisa Garibaldi, Joan Nadal, Luigi Nicoletti Kormann, Josep Segura-Tallien, Elena Lucci |           | 28 de novembre i 1 de desembre    |
| Tristan und Isolde            | Richard Wagner          | Antoni Ribera    |                   | Francesc Viñas, Alice Baron, Conrad Giralt, Josep Segura-Tallien, Jaume Uyà, Luisa Garibaldi/Dolors Frau, Vicenç Gallofré, Josep Fernández |           | 30 novembre / 5, 9, 23 desembre   |
| La favorita                   | Gaetano Donizetti       | Alfredo Padovani |                   | Luisa Garibaldi, Joan Nadal, Luigi Nicoletti Kormann, Josep Segura-Tallien, Vicenç Gallofré, Enriqueta Casas |           | 4, 8 de desembre                  |
| Falstaff                      | Giuseppe Verdi          | Alfredo Padovani |                   | Ramon Blanchart, Mercè Farri, Maria Antonieta Ysaia, Elena Lucci, Dolors Frau, Joan Nadal, Marcel Nelson, Cesare Spadoni, Vicenç Gallofré, Lluís Muñoz, |           | 7, 12, 14 de desembre             |
| Gli Ugonotti                  | Giacomo Meyerbeer       | Alfredo Padovani |                   | Josep Palet, Elena Rakowska Serafin / Alice Baron, Augusto Ordóñez, Luigi Nicoletti Kormann, Mercè Farri, Lluís Muñoz, Elena Lucci, Dolors Frau, Concepció Oliver, Enriqueta Casas, Antoni Oliver, Ramon Bataller, Vicenç Gallofré, Escuté, Josep Fernández       |           | 11, 14, 16, 19, 25 de desembre    |
| Tannhäuser                    | Richard Wagner          | Antoni Ribera    |                   | Francesc Viñas, Lina Pasini-Vitale/Elsa Raccanelli, Eugenio Giraldoni/Ramon Blanchart, Dolors Frau, Luigi Nicoletti Kormann, |           | 18, 21, 26, 30 desembre, 12 gener |
| I pescatori di perle          | Georges Bizet           | Josep Sabater    |                   | Mercè Farri, Joan Nadal, Augusto Ordóñez, Conrad Giralt |           | 22, 26, 28 desembre               |
| La Dolores                    | Tomás Bretón            | Alfredo Padovani |                   | Dolors Frau, Enriqueta Casas, Josep Palet, Ramon Blanchart, Augusto Ordóñez, Conrad Giralt, Vicenç Gallofré |           | 1, 2, 4, 6, 11, 15 de gener       |
| Maria di Rohan                | Gaetano Donizetti       | Alfredo Padovani |                   | Mattia Battistini, Ariodante Quarti, Antonieta Isaia, Josep Fernàndez, Elena Lucci, Antoni Oliver, Josep Ricart |           | 6, 8 de gener                     |
| Rigoletto                     | Giuseppe Verdi          | Alfredo Padovani |                   | Josep Palet / Carlo Broccardi (16 febrer), Mattia Battistini / Titta Ruffo (16 febrer), Graziella Pareto, Luigi Nicoletti-Kormann, Elena Lucci |           | 16, 19 de gener i 16 de febrer    |
| Tassarba                      | Enric Morera            | Alfredo Padovani |                   | Jaume Illa, Elsa Raccanelli, Josep Segura Tallien, Elena Lucci, Conrad Giralt, Antoni Oliver, Josep Fernández, Enriqueta Casas |           | 18 de gener                       |
| Siegfried                     | Richard Wagner          | Antoni Ribera    |                   | Joan Raventós, Josep Segura-Tallien, Alice Baron, Cesare Spadoni, Elena Lucci, Fornells Andrea, Fernandez Josè, Bosch Juan |           | 22, 26 de gener                   |
| La traviata                   | Giuseppe Verdi          | Alfredo Padovani |                   | Graziella Pareto, Mattia Battistini, Joan Nadal |           | 23 de gener                       |
| El barber de Sevilla          | Gioachino Rossini       | Alfredo Padovani |                   | Manuel Santuy/Charles Hackett, Concetto Paterna, Graziella Pareto, Mattia Battistini/Titta Ruffo, Luigi Nicoletti-Kormann, Vicenç Gallofré, Enriqueta Casas/Creusa Casadei, Magni                                                                                 |           | 25 de gener                       |
| Un ballo in maschera          | Giuseppe Verdi          | Alfredo Padovani |                   | Josep Palet, Mattia Battistini, Maria Viscardi, Dolors Frau, Andreua Fornells, Ramon Bataller, Luigi Mugnoz, Conrad Giralt, Vicenç Gallofré, Antoni Oliver |           | 27 gener / 1 febrer               |
| Le nozze di Figaro            | Wolfgang Amadeus Mozart | Antoni Ribera    |                   | Lluís Muñoz, Elsa Raccanelli, Graziella Pareto, Josep Segura-Tallien, Mercè Farri, Enriqueta Casas, Concetto Paterna, Vicenç Gallofré, Antoni Oliver, Carmen Morelli, Joan Bosch                                                                                  |           | 2 de febrer                       |
| Louise                        | Gustave Charpentier     | Alfredo Padovani |                   | Alice Baron, Josep Palet, Graziella Pareto, Josep Segura-Tallien, Dolors Frau, |           | 9 de febrer                       |
| Hamlet                        | Ambroise Thomas         |                  |                   | Titta Ruffo, Graziella Pareto, Ninì Frascani, Luigi Manfrini |           | 11 de febrer                      |
| Cavalleria Rusticana          | Pietro Mascagni         |                  |                   | Adelina Agostinelli, Egidio Cunego, Augusto Ordóñez |           | 13 de febrer                      |
| Pagliacci                     | Ruggero Leoncavallo     |                  |                   | Titta Ruffo, Perla Barti/Adelina Agostinelli, Egidio Cunego, Pio Del Grillo/Romano Rasponi |           | 13 de febrer                      |
| Rigoletto                     | Giuseppe Verdi          | Alfredo Padovani |                   | Titta Ruffo/Mattia Battistini, Graziella Pareto, Elena Lucci, Carlo Broccardi/Josè Palet, Luigi Nicoletti Korman |           | 16 de febrer                      |
| El barber de Sevilla          | Gioachino Rossini       | Alfredo Padovani |                   | Titta Ruffo, Graziella Pareto |           | 20 de febrer                      |
| Madama Butterfly              | Giacomo Puccini         | Alfredo Padovani |                   | Adelina Agostinelli, Elena Lucci, Carmen Morelli, Miquel Mulleras (19 febrer), Carlo Broccardi (20 febrer), Romano Rasponi, Cesare Spadoni, Vicenç Gallofré, Concetto Paterna, Jaume Ors, Sr. Marucci, Josep Ricart, Sra. Trebucchi, Sra. Moncó, Josefina Bugatto |           | 19, 20 febrer                     |
| Carmen                        | Georges Bizet           | Alfredo Padovani |                   | Ninì Frascani, Egidio Cunego, Augusto Ordóñez, Laguna, Creusa Casadei, Carmen Morelli, Conrad Giralt, Cesare Spadoni, Concetto Paterna, Josè Fernandez |           | 21 de febrer                      |